# Вулиця Леїклос
Ву́лиця Леї́клос або Леі́клос (лит. Liejyklos gatvė) — одна з вулиць у Старому місті Вільнюса.
Назва походить від того, що колись на ній розташовувалися майстерні з відливу церковних дзвонів. Відомо, що ливарна майстерня, що належала династії Венерів, діяла тут від кінця XVIII століття.
До Першої світової війни мала назву «Преображенська вулиця», на честь гвардійського Преображенського полку (який стояв під час перебування у Вільні в Ігнатьєвських казармах неподалік).
Довжина вулиці близько 350 м. Пролягає між вулицями Вільняус та Університето, перетинаючи вулицю Тоторю. У південно-східному напрямку від вулиці відходить вулиця Швянто Іґното, у північно-західному — вулиця Лаурінаса Стуокі-Гуцявічюса (до Першої світової війни вулиця Семенівська). Вулиця вузька, злегка викривлена, вимощена бруківкою, досить круто спускається з гірки в напрямку до костелу боніфратрів та президентського палацу.
Вулицю забудовано дво-, три- та чотириповерховими будинками, переважно перебудованими у XIX столітті. Нумерація будинків починається від перехрестя з вулицею Вільняус; по лівому, північно-західному боці йдуть парні номери, по правому, південно-східному — непарні.
На вулицю Леїклос на її початку виходить збережений східний корпус палацу Радзивілів (Liejyklos g. 2) із невеликою площею перед ним, на якій обладнано платну автостоянку.[коли?]

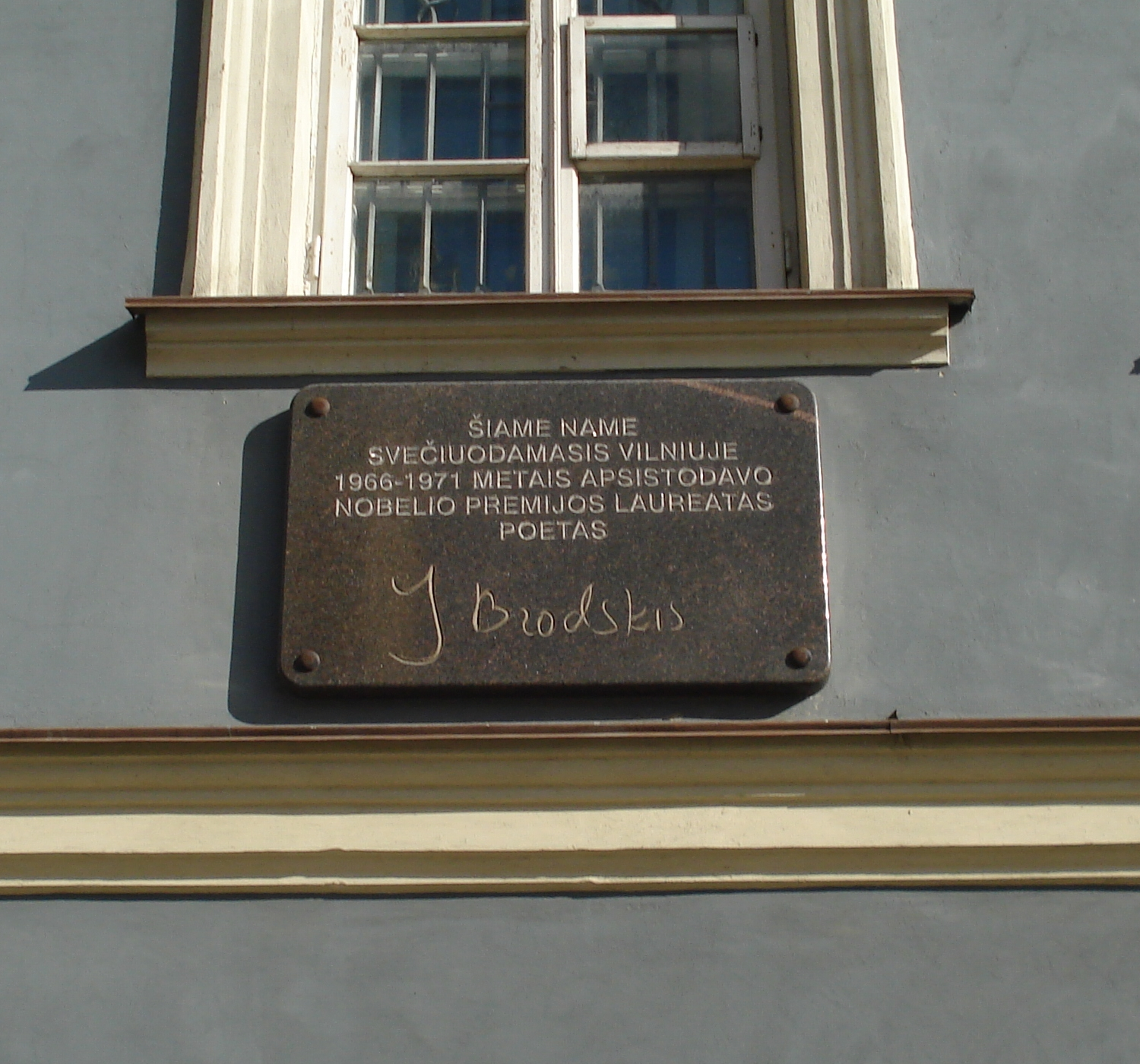
Лейїлос, 1. Меморіальна дошка

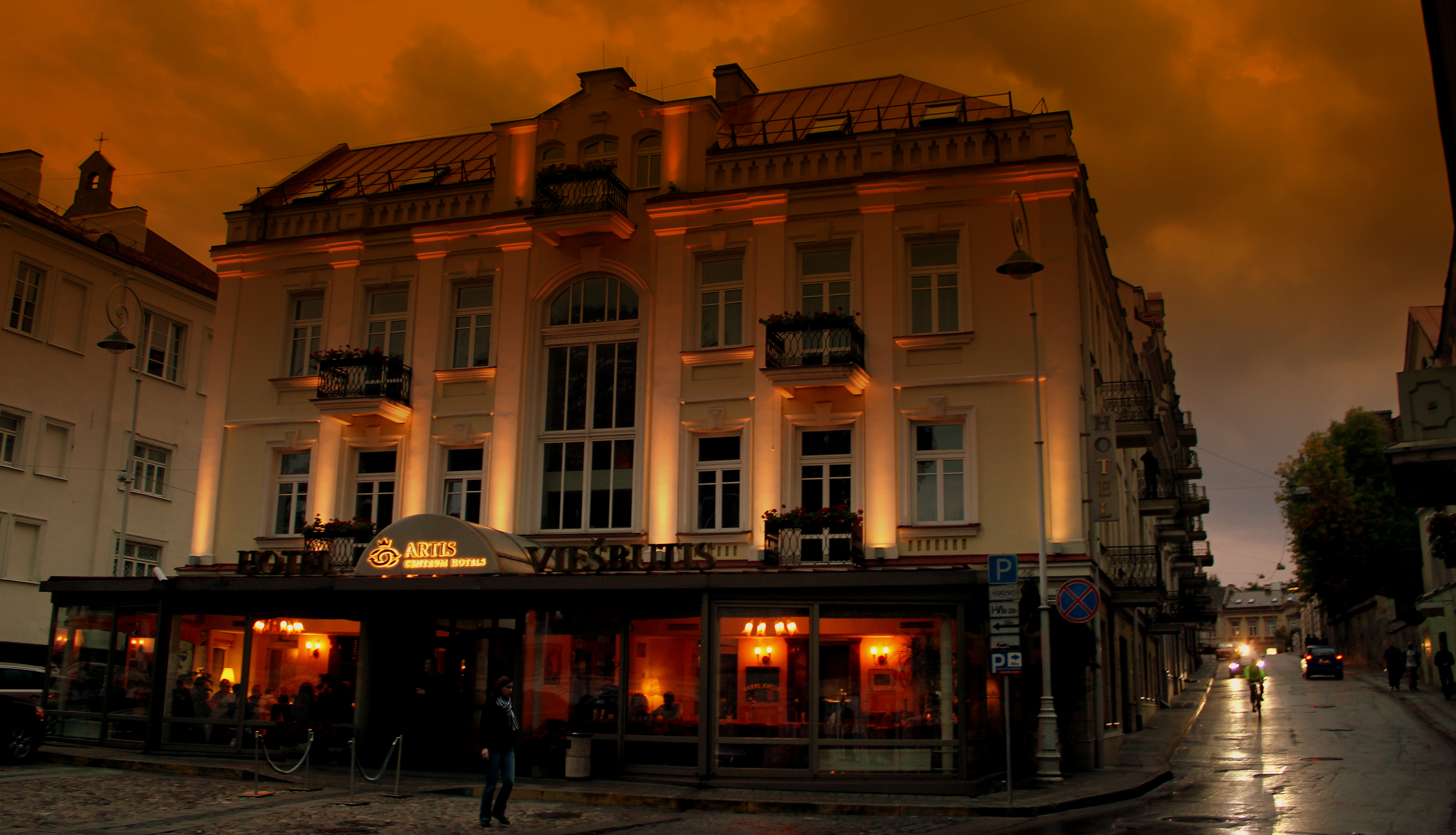
Готель «Artis Centrum»

На протилежному боці вулиці на будинку, в якому на другому поверсі до кінця 1966 року була квартира Рамунаса Катілюса, а потім жили Аудроніс Катілюс і Вергіліус Чепайтіс, з ініціативи Пранаса Моркуса в жовтні 2000 року встановлено меморіальну плиту з написом:

У цьому будинку,

гостюючи у Вільнюсі,

в 1966—1971 роках зупинявся

лауреат Нобелівської премії поет 

Й. Бродський.
Оригінальний текст (лит.)
Šiame name 

svečiuodamasis Vilniuje 

1966-1971 metais apsistodavo
 
Nobelio premijos laureatas poetas

J. Brodskis.

У церемонії відкриття пам'ятної дошки брали участь президент Литви Валдас Адамкус, три лауреати Нобелівської премії Чеслав Мілош, Віслава Шимборська, Гюнтер Грасс, а також Томас Венцлова, Рамунас Катілюс, Пранас Моркус та інші литовські друзі Йосипа Бродського. Використаний у меморіальній дошці підпис Бродського латиницею виявлено в одному з литовських автографів поета, що зберігалися в приватному архіві Рамунаса Катілюса.
Будинок на розі Леїклос та Тоторю займає готель „Artis Centrum“ (Лейїлос 11 / Тоторю 23).